# Sainte-Flavie
Sainte-Flavie es un municipio parroquial canadiense situado en la provincia de Quebec.

## Superficie
Sainte-Flavie tiene una superficie de 38,23 km².

## Demografía
En 2021, tenía 904 habitantes, una densidad poblacional de 23,6 hab./km², y 531 viviendas.